# Alfonso Ortiz (actor)
Alfonso Ortiz Páez (Bogotá, 4 de noviembre de 1946 - 12 de noviembre de 2020) fue un actor y director teatral colombiano.

## Biografía

### Carrera
Ortiz nació en la ciudad de Bogotá en 1946. En la década de 1960 se convirtió en actor de teatro luego de realizar un taller en el reconocido teatro La Mama con el actor Kepa Amuchastegui. Con este grupo salió de gira durante varios años e integró otras agrupaciones teatrales como La Candelaria. Figuró además en producciones para televisión como La vorágine, De pies a cabeza, Pobre Pablo, La caponera, La hija del mariachi, Los Reyes, Chepe Fortuna, El final del paraíso y El robo del siglo. Sus créditos cinematográficos incluyen filmes como Nieve tropical, Edipo alcalde, Golpe de estadio, Kalibre 35, La primera noche y Perder es cuestión de método.
Aparte de su carrera como actor, Ortiz fundó en 1992 la escuela de teatro Caja de Herramientas en la ciudad de Bogotá, donde impartió formación a reconocidos actores como Miguel Varoni, Flora Martínez, Angie Cepeda, Marcela Mar y Carolina Acevedo.

### Enfermedad y fallecimiento
La primera semana de noviembre de 2020, el actor fue internado en una unidad de cuidados intensivos en una clínica de Bogotá luego de sufrir un infarto durante la grabación de un nuevo proyecto televisivo en la población de Tabio, Cundinamarca. Ortiz falleció el 12 de noviembre de 2020, víctima de un infarto, una semana después de haber cumplido 74 años de edad.

## Filmografía destacada

### Cine
- 1959 - La pandilla se divierte
- 1959 - Triunfa la pandilla
- 1959 - La pandilla en acción
- 1959 - Aventuras de la pandilla
- 1988 - Nieve tropical
- 1996 - Edipo alcalde
- 1997 - La deuda
- 1997 - Super agente Botones
- 1998 - Golpe de estadio
- 2000 - Kalibre 35
- 2003 - La primera noche
- 2004 - Perder es cuestión de método
- 2005 - La historia del baúl rosado
- 2006 - Karmma

### Televisión
- 1990 - La vorágine
- 1990 - N. N.
- 1991 - Cuando quiero llorar no lloro
- 1993 - De pies a cabeza
- 1996 - Otra en mí
- 1996 - Leche
- 1997 - Dos mujeres
- 1998 - La madre
- 2000 - Pobre Pablo
- 2000 - La caponera
- 2000 - Fuera de foco
- 2000 - El putas de Aguadas
- 2000 - Alicia en el país de las mercancías
- 2002 - Siete veces Amada
- 2004 - Me amarás bajo la lluvia
- 2005 - Los Reyes
- 2006 - La hija del mariachi
- 2008 - Aquí no hay quien viva
- 2009 - Las detectivas y el Víctor
- 2009 - Regreso a la guaca
- 2010 - Doña Bella
- 2011 - Confidencial
- 2011 - La Reina del Sur
- 2013 - Alias el Mexicano
- 2015 - Las hermanitas Calle
- 2019 - El final del paraíso
- 2020 - El robo del siglo